# Космос (къмпинг)
Вижте пояснителната страница за други значения на Космос.
Къмпинг Космос се намира в най-северната част на Българското Черноморие, на 2,4 км от село Дуранкулак по права линия (около 4 км по пътя) и на около 10 км от границата с Румъния.
Изграден е през 60-те години на ХХ в. и е бил посещаван изключително от почиващи от тогавашната Чехословашка република. Чехословашки са и едностайните бунгала със санитарен възел, които още се намират на територията на къмпинга. Днес обектът е частна собственост и обслужва туристи от страната.
Край къмпинга е нос Карталбурун, под който има малко рибарско пристанище, на север и юг от него се разпростират два големи пясъчни плажа – Дуранкулак-север („Ана Мария“, по името на заседнал тук гръцки кораб през февруари 1969 г.), който е с дължина около 2,5 км – до нос Сиврибурун на границата с Румъния и Дуранкулак-Крапец с дължина около 6,8 км – до нос Крапец. Зад южния плаж е разположена защитената местност Дуранкулашко езеро – крайбрежно езеро-лиман с голямо разнообразие на водна фауна и обект с особено значение за опазването на птичата фауна. Прилежащият плаж е все още не толкова добре посетен с изключение на август, но често атмосферата е изпълнена със силно зловоние от разлагащи се водорасли.
Къмпингът е в началото на южния плаж, недалеч от северния плаж и на мястото, до което достига асфалтов път от селото.
Къмпингът днес работи и предлага сравнително добри за района условия за почивка на хора, които търсят усамотение, удоволствието на плуването, гмуркането и риболов както в морето, така също и в езерото. Обектът разполага максимално с 60 бунгала, общо 250 легла (не всички в еднакво добро състояние), дневен бар и ресторант. Работи от май до септември. Препоръчително е предварително уговаряне по телефона.

## Галерия
- Плажната ивица при къмпинг Космос
- Плажа при къмпинг Космос
- Плажа при къмпинг Космос